# František Šťastný
František Šťastný (Kochánky, 12 novembre 1927 – 8 aprile 2000) è stato un pilota motociclistico cecoslovacco.

## Carriera

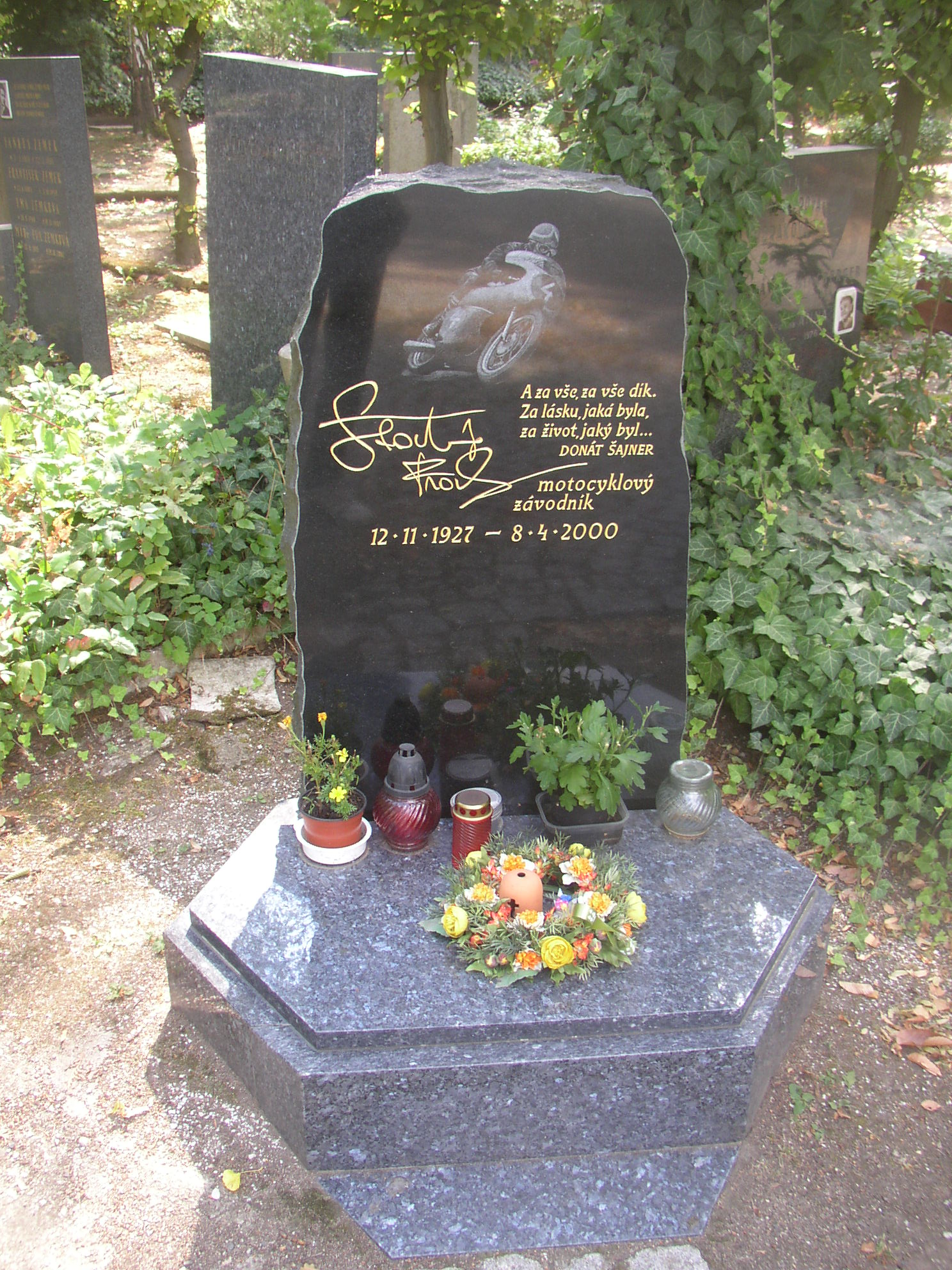
La tomba del pilota.

Dopo aver iniziato la carriera come ciclista, le sue prime gare nel motociclismo risalgono al 1947 su una DKW; ha iniziato a farsi conoscere nel mondo delle corse dopo aver partecipato al GP di Cecoslovacchia del 1952 (non ancora prova valida per il Campionato mondiale e gran premio che Šťastný vincerà in seguito per 8 volte) in sella ad una Norton privata, giungendo al 7º posto e ottenendo alla fine dell'anno un contratto come pilota ufficiale della Jawa.
Da quel momento iniziò un connubio che durò fino al termine della sua carriera e si sviluppò in varie classi, dalla 250 alla 350 e alla 500. Dal motomondiale 1957 iniziarono anche le sue partecipazioni al campionato mondiale con la sua prima vittoria che si è registrata in occasione del Gran Premio motociclistico di Germania del 1961.
Il suo bilancio nel motomondiale parla di 4 gran premi vinti e altri 16 piazzamenti sul podio. Nel 1961 ha ottenuto il suo miglior risultato stagionale, laureandosi vicecampione del mondo nella classe 350 alle spalle di Gary Hocking.
Al suo palmarès bisogna anche aggiungere anche 5 titoli nazionali cechi ottenuti tra il 1956 e il 1965.
Dopo il ritiro delle competizioni si dedicò all'attività di commentatore televisivo per la televisione di stato; è deceduto all'età di 73 anni l'8 aprile 2000.

## Risultati nel motomondiale

### Classe 250
| 1957 | Classe | Moto |   |    |   |   |   |   |  |  |  |  |  |  |  | Punti | Pos. |
| ---- | ------ | ---- | - | -- | - | - | - | - |  |  |  |  |  |  |  | ----- | ---- |
| 1957 | 250    | Jawa | - | 12 | 5 | - | - | - |  |  |  |  |  |  |  | 2     | 16º  |

| 1959 | Classe | Moto |    |   |   |   |    |   |   |   |  |  |  |  |  | Punti | Pos. |
| ---- | ------ | ---- | -- | - | - | - | -- | - | - | - |  |  |  |  |  | ----- | ---- |
| 1959 | 250    | Jawa | NE | - | - | 9 | NE | - | - | - |  |  |  |  |  | 0     |      |

| 1960 | Classe | Moto |    |  |   |   |   |   |   |  |  |  |  |  |  | Punti | Pos. |
| ---- | ------ | ---- | -- |  | - | - | - | - | - |  |  |  |  |  |  | ----- | ---- |
| 1960 | 250    | Jawa | NE |  | - | - | - | - | 8 |  |  |  |  |  |  | 0     |      |

| 1961 | Classe | Moto      |   |   |   |   |   |   |   |   |   |   |   |  |  | Punti | Pos. |
| ---- | ------ | --------- | - | - | - | - | - | - | - | - | - | - | - |  |  | ----- | ---- |
| 1961 | 250    | Jawa e MZ | - | - | - | - | 5 | - | - | 7 | 5 | 5 | - |  |  | 6     | 11º  |

| 1965 | Classe | Moto |   |   |   |   |   |   |   |   |   |   |   |   |   | Punti | Pos. |
| ---- | ------ | ---- | - | - | - | - | - | - | - | - | - | - | - | - | - | ----- | ---- |
| 1965 | 250    | Jawa | - | - | - | - | 5 | - | - | 4 | 6 | - | - | 5 | - | 8     | 11º  |

| 1966 | Classe | Moto |  |   |   |   |   |   |   |   |   |   |   |   |  | Punti | Pos. |
| ---- | ------ | ---- |  | - | - | - | - | - | - | - | - | - | - | - |  | ----- | ---- |
| 1966 | 250    | Jawa |  | 5 | - | 8 | - | 6 | 6 | 3 | - | 4 | 8 | - |  | 11    | 8º   |

| 1968 | Classe | Moto      |   |   |   |    |    |   |   |   |   |  |  |  |  | Punti | Pos. |
| ---- | ------ | --------- | - | - | - | -- | -- | - | - | - | - |  |  |  |  | ----- | ---- |
| 1968 | 250    | Jawa e ČZ | - | - | - | 15 | 10 | - | - | - | - |  |  |  |  | 0     |      |

| 1969 | Classe | Moto |   |    |   |   |    |   |   |   |   |    |   |   |  | Punti | Pos. |
| ---- | ------ | ---- | - | -- | - | - | -- | - | - | - | - | -- | - | - |  | ----- | ---- |
| 1969 | 250    | Jawa | - | 10 | - | 8 | 18 | - | - | - | - | 10 | - | - |  | 5     | 32º  |

| Legenda | 1º posto        | 2º posto            | 3º posto            | A punti      | Senza punti        | Grassetto – Pole position Corsivo – Giro più veloce |
| Legenda | Gara non valida | Non qual./Non part. | Ritirato/Non class. | Squalificato | '-' Dato non disp. | Grassetto – Pole position Corsivo – Giro più veloce |

### Classe 350
| 1958 | Classe | Moto |   |   |    |   |   |   |   |  |  |  |  |  |  | Punti | Pos. |
| ---- | ------ | ---- | - | - | -- | - | - | - | - |  |  |  |  |  |  | ----- | ---- |
| 1958 | 350    | Jawa | - | - | 12 | - | - | - | - |  |  |  |  |  |  | 0     |      |

| 1959 | Classe | Moto |   |  |   |    |    |   |   |     |  |  |  |  |  | Punti | Pos. |
| ---- | ------ | ---- | - |  | - | -- | -- | - | - | --- |  |  |  |  |  | ----- | ---- |
| 1959 | 350    | Jawa | - |  | 7 | NE | NE | - | - | Rit |  |  |  |  |  | 0     |      |

| 1960 | Classe | Moto |   |  |   |    |    |     |   |  |  |  |  |  |  | Punti | Pos. |
| ---- | ------ | ---- | - |  | - | -- | -- | --- | - |  |  |  |  |  |  | ----- | ---- |
| 1960 | 350    | Jawa | 2 |  | - | NE | NE | Rit | 2 |  |  |  |  |  |  | 12    | 4º   |

| 1961 | Classe | Moto |    |   |    |   |   |    |   |   |     |   |    |  |  | Punti | Pos. |
| ---- | ------ | ---- | -- | - | -- | - | - | -- | - | - | --- | - | -- |  |  | ----- | ---- |
| 1961 | 350    | Jawa | NE | 1 | NE | 5 | 3 | NE | 2 | 3 | Rit | 1 | NE |  |  | 26    | 2º   |

| 1962 | Classe | Moto |    |    |   |   |    |    |   |   |   |   |    |  |  | Punti | Pos. |
| ---- | ------ | ---- | -- | -- | - | - | -- | -- | - | - | - | - | -- |  |  | ----- | ---- |
| 1962 | 350    | Jawa | NE | NE | 3 | 4 | NE | NE | 2 | - | 4 | - | NE |  |  | 16    | 4º   |

| 1963 | Classe | Moto |    |   |    |   |   |    |   |   |   |   |    |    |  | Punti | Pos. |
| ---- | ------ | ---- | -- | - | -- | - | - | -- | - | - | - | - | -- | -- |  | ----- | ---- |
| 1963 | 350    | Jawa | NE | - | NE | 3 | 4 | NE | - | - | - | - | NE | NE |  | 7     | 4º   |

| 1965 | Classe | Moto |    |   |    |    |     |   |    |   |   |   |   |   |   | Punti | Pos. |
| ---- | ------ | ---- | -- | - | -- | -- | --- | - | -- | - | - | - | - | - | - | ----- | ---- |
| 1965 | 350    | Jawa | NE | - | NE | NE | Rit | - | NE | 4 | - | 1 | - | 4 | - | 14    | 5º   |

| 1966 | Classe | Moto |    |   |   |   |    |   |   |   |   |   |   |   |  | Punti | Pos. |
| ---- | ------ | ---- | -- | - | - | - | -- | - | - | - | - | - | - | - |  | ----- | ---- |
| 1966 | 350    | Jawa | NE | - | - | 6 | NE | 2 | 4 | 6 | - | 9 | 5 | - |  | 13    | 4º   |

| 1968 | Classe | Moto |   |    |   |   |    |   |   |    |   |   |  |  |  | Punti | Pos. |
| ---- | ------ | ---- | - | -- | - | - | -- | - | - | -- | - | - |  |  |  | ----- | ---- |
| 1968 | 350    | Jawa | - | NE | - | - | NE | - | 3 | NE | 4 | 6 |  |  |  | 8     | 7º   |

| 1969 | Classe | Moto |   |   |    |   |   |    |   |   |   |   |   |   |  | Punti | Pos. |
| ---- | ------ | ---- | - | - | -- | - | - | -- | - | - | - | - | - | - |  | ----- | ---- |
| 1969 | 350    | Jawa | - | 3 | NE | - | - | NE | - | - | - | 5 | - | 3 |  | 26    | 9º   |

| 1970 | Classe | Moto   |   |    |   |   |   |    |   |   |   |   |    |   |  | Punti | Pos. |
| ---- | ------ | ------ | - | -- | - | - | - | -- | - | - | - | - | -- | - |  | ----- | ---- |
| 1970 | 350    | Yamaha | - | NE | - | - | - | NE | - | - | - | - | 13 | - |  | 0     |      |

| Legenda | 1º posto        | 2º posto            | 3º posto            | A punti      | Senza punti        | Grassetto – Pole position Corsivo – Giro più veloce |
| Legenda | Gara non valida | Non qual./Non part. | Ritirato/Non class. | Squalificato | '-' Dato non disp. | Grassetto – Pole position Corsivo – Giro più veloce |

### Classe 500
| 1962 | Classe | Moto |    |    |  |   |  |    |     |   |     |   |  |  |  | Punti | Pos. |
| ---- | ------ | ---- | -- | -- |  | - |  | -- | --- | - | --- | - |  |  |  | ----- | ---- |
| 1962 | 500    | Jawa | NE | NE |  | 8 |  | NE | Rit | 4 | Rit | 3 |  |  |  | 7     | 7º   |

| 1963 | Classe | Moto |    |    |    |     |     |  |  |  |  |  |  |    |  | Punti | Pos. |
| ---- | ------ | ---- | -- | -- | -- | --- | --- |  |  |  |  |  |  | -- |  | ----- | ---- |
| 1963 | 500    | Jawa | NE | NE | NE | Rit | Rit |  |  |  |  |  |  | NE |  | 0     |      |

| 1964 | Classe | Moto |  |    |    |  |    |  |  |  |  |  |  |    |  | Punti | Pos. |
| ---- | ------ | ---- |  | -- | -- |  | -- |  |  |  |  |  |  | -- |  | ----- | ---- |
| 1964 | 500    | Jawa |  | NE | NE |  | 11 |  |  |  |  |  |  | NE |  | 0     |      |

| 1965 | Classe | Moto |  |  |    |    |  |  |  |  |   |  |   |   |    | Punti | Pos. |
| ---- | ------ | ---- |  |  | -- | -- |  |  |  |  | - |  | - | - | -- | ----- | ---- |
| 1965 | 500    | Jawa |  |  | NE | NE |  |  |  |  | 6 |  | 8 | 3 | NE | 5     | 10º  |

| 1966 | Classe | Moto |    |  |    |   |  |   |     |     |   |   |     |    |  | Punti | Pos. |
| ---- | ------ | ---- | -- |  | -- | - |  | - | --- | --- | - | - | --- | -- |  | ----- | ---- |
| 1966 | 500    | Jawa | NE |  | NE | 3 |  | 1 | Rit | Rit | 3 | 6 | Rit | NE |  | 17    | 4º   |

| 1968 | Classe | Moto |  |  |  |  |     |  |     |  |     |  |  |  |  | Punti | Pos. |
| ---- | ------ | ---- |  |  |  |  | --- |  | --- |  | --- |  |  |  |  | ----- | ---- |
| 1968 | 500    | Jawa |  |  |  |  | Rit |  | Rit |  | Rit |  |  |  |  | 0     |      |

| 1969 | Classe | Moto |  |  |  |  |  |     |  |  |  |  |  |  |  | Punti | Pos. |
| ---- | ------ | ---- |  |  |  |  |  | --- |  |  |  |  |  |  |  | ----- | ---- |
| 1969 | 500    | Jawa |  |  |  |  |  | Rit |  |  |  |  |  |  |  | 0     |      |

| Legenda | 1º posto        | 2º posto            | 3º posto            | A punti      | Senza punti        | Grassetto – Pole position Corsivo – Giro più veloce |
| Legenda | Gara non valida | Non qual./Non part. | Ritirato/Non class. | Squalificato | '-' Dato non disp. | Grassetto – Pole position Corsivo – Giro più veloce |